# Australoechus punctifer
Australoechus punctifer är en tvåvingeart som först beskrevs av Mario Bezzi 1921.  Australoechus punctifer ingår i släktet Australoechus och familjen svävflugor. Inga underarter finns listade i Catalogue of Life.